# FDP-Bundeshauptausschuss
Der FDP-Bundeshauptausschuss war ein Parteigremium der FDP, das von 1949 bis 1997 bestand und zwischen den Bundesparteitagen zusammentrat. Der Bundeshauptausschuss wurde auch als sog. „Kleiner Parteitag“ bezeichnet.

## Zusammensetzung und Aufgaben
Nach der Bundessatzung von 1968 gehörten dem Bundeshauptausschuss insgesamt 125 gewählte Mitglieder an, davon 63 nach der Mitgliederzahl der Landesverbände und 62 nach der in einem Bundesland bei der letzten Bundestagswahl abgegebenen Wählerstimmenzahl. Er hatte die Aufgabe, über alle im Laufe des Geschäftsjahres auftretenden politischen und organisatorischen Fragen, die vom Bundesparteitag nicht entschieden wurden, zu beschließen. Ferner war er für die Überwachung der Durchführung und Beachtung des Parteiprogramms und der Beschlüsse des Bundesparteitags, die Wahl der Mitglieder des Wahlprüfungsausschusses und des Vorsitzenden sowie der Stellvertreter des Bundessatzungsausschusses zuständig. Das Gremium wurde 1997 aus der Bundessatzung gestrichen.